# Voetbalkampioenschap van Wezer-Jade 1925/26
In 1925/26 werd het vierde voetbalkampioenschap van Wezer-Jade gespeeld, dat georganiseerd werd door de Noord-Duitse voetbalbond. 
Werder Bremen werd kampioen van de groep Wezer en Bremer SV 06 van de groep Jade. Beide clubs plaatsten zich voor de Noord-Duitse eindronde. Werder werd in de eerste ronde verslagen door Arminia Hannover en SV 06 door Hannoverscher SC 02.
VfB Wilhelmshaven en FC Deutschland Wilhelmshaven fuseerden tot Wilhelmshavener SV 06.

## Bezirksliga

### Groep Wezer
| Plaats | Club                   | Wed. | W  | G | V | Saldo | Ptn   |
| ------ | ---------------------- | ---- | -- | - | - | ----- | ----- |
| 1.     | SV Werder Bremen       | 12   | 12 | 0 | 0 | 53:16 | 24:0  |
| 2.     | VfB Komet 1896 Bremen  | 12   | 8  | 0 | 4 | 50:29 | 16:8  |
| 3.     | SV Frisia Oldenburg    | 12   | 7  | 0 | 5 | 39:40 | 14:10 |
| 4.     | Geestemünder SC 1904   | 12   | 5  | 1 | 6 | 24:43 | 11:13 |
| 5.     | FV 1900 Woltmershausen | 12   | 3  | 2 | 7 | 32:35 | 8:16  |
| 6.     | FC Stern 07 Bremen     | 12   | 3  | 2 | 7 | 28:35 | 8:16  |
| 7.     | VfB Oldenburg          | 12   | 0  | 3 | 9 | 16:44 | 3:21  |

|  | Geplaatst voor finale |

### Groep Jade
| Plaats | Club                       | Wed. | W  | G | V | Saldo | Ptn   |
| ------ | -------------------------- | ---- | -- | - | - | ----- | ----- |
| 1.     | Bremer SV 06               | 12   | 10 | 1 | 1 | 50:27 | 21:3  |
| 2.     | Wilhelmshavener SV 1906    | 12   | 7  | 1 | 4 | 38:19 | 15:9  |
| 3.     | Bremer BV Union 1901       | 12   | 7  | 1 | 4 | 30:23 | 15:9  |
| 4.     | ABTS 1891 Bremen           | 12   | 5  | 2 | 5 | 31:21 | 12:12 |
| 5.     | SC 1909 Hemelingen         | 12   | 4  | 2 | 6 | 29:33 | 10:14 |
| 6.     | Wilhelmshavener SC Frisia  | 12   | 4  | 1 | 7 | 25:41 | 9:15  |
| 7.     | VfL Hohenzollern 07 Bremen | 12   | 3  | 3 | 6 | 17:56 | 9:15  |

|  | Geplaatst voor finale |
|  | Degradatie            |

### Finale
Heen
|  |               |       |           |        |
|  | Werder Bremen | 1 – 6 | Bremer SV | Bremen |
|  |               |       |           | Bremen |

TErug
|  |           |       |               |        |
|  | Bremer SV | 2 – 2 | Werder Bremen | Bremen |
|  |           |       |               | Bremen |